# Ciclo vitale del pelo
Il ciclo vitale del pelo può essere schematizzato con la nascita, la crescita e la caduta del pelo. Più in particolare, esistono quattro fasi del ciclo del pelo, dette anagen, catagen, telogen e kenogen.
Il ciclo vitale comporta anche la ricrescita dopo la caduta del pelo; fenomeno regolato dalle cellule staminali del follicolo..
Il ciclo vitale del pelo può essere sincrono (soprattutto nella vita intrauterina fino a poco dopo la nascita) o asincrono (per tre gruppi di peli vicini).

## Fase anagen
L'anagen è la prima fase della crescita del pelo, dura dai 3 ai 7 anni e c'è una crescita continua di circa un centimetro al mese.  È una fase appartenente al più generale ciclo del pelo. In questa fase si osserva la formazione di tutte le strutture relative all'annesso pilifero, quali la papilla, il bulbo, la ghiandola sebacea, il muscolo erettore del pelo e il follicolo del pelo stesso. Avviene anche la sintesi di melanina in granuli fusiformi da parte dei melanociti presenti nella parte profonda della matrice del bulbo. Essa si deposita nelle cellule della corteccia del pelo e si muove verso l'alto man mano che esso cresce.
La fase anagen è più breve nelle tempie rispetto ai capelli della nuca. Nei follicoli affetti da calvizie l'anagen dura da 3 a 5 mesi (e quindi raggiungono una lunghezza massima di 3-5 cm).
La fase anagen può essere suddivisa in varianti e sottofasi.

### Protanagen
Nel protanagen il bulbo riprende a crescere e a formarsi completamente insieme alla crescita del pelo:
- anagen I: il bulbo comincia a formarsi verso l'interno e la papilla dermica;
- anagen II: il bulbo che si ingrandisce comincia a circondare la papilla dermica;
- anagen III: la papilla dermica è completamente circondata dal bulbo neoformato, ma non ancora pienamente sviluppato; il pelo sta cominciando a formarsi;
- anagen IV: tutte le strutture del follicolo sono complete e il pelo ha ormai raggiunto il colletto pilifero.

### Mesanagen
Nel mesanagen la crescita del pelo continua in modo costante e rapido. A livello della matrice, la crescita aumenta dalle 5 alle 10 volte.

### Metanagen
Durante la metanagen il ritmo elevato di crescita è mantenuto per un tempo variabilie, che può andare da qualche settimana a sette anni per il cuoio capelluto femminile (quattro anni in quello maschile).

## Fase catagen
La fase catagen è la seconda fase del ciclo del pelo. La sua durata varia dalle due alle tre settimane. È la fase di involuzione, in cui il pelo formato si porta via via verso gli strati più superficiali dell'epidermide, allontanandosi dalla papilla pilifera. Il follicolo è in una fase di riposo momentaneo. Si osserva inoltre una variazione della conformazione della papilla, che diminuisce le sue dimensioni.

## Fase telogen
La fase telogen, la cui durata varia tra i due e i tre mesi. È il periodo terminale durante il quale il capello si trova ancora nel follicolo pilifero ma le attività vitali sono completamente cessate. Questo capello, pur "morto", prima di cadere rimane ancora sul cuoio capelluto per un po' di tempo ma esercitando una modesta trazione (non dolorosa) cade.
Ha due sottofasi.

### Exogen
È la parte finale della fase telogen in cui il pelo perde tutti i sistemi di ancoraggio con il follicolo.

### Teloptosi
Corrisponde al distacco del fusto dal follicolo, rappresenta quindi il momento della caduta.
La fase telogen coinvolge circa il 10% dei capelli.
Se il pelo a riposo viene asportato meccanicamente alla radice, il follicolo interrompe precocemente il suo riposo e inizia un nuovo anagen.

## Fase kenogen
È la vera e propria fase di riposo del follicolo. Si manifesta quando tra la caduta del telogen e il suo rimpiazzo da parte di un nuovo anagen, il follicolo rimane vuoto per un certo periodo di tempo. Il kenogen è un fenomeno fisiologico che sembra verificarsi anche fra i bambini, anche se con frequenza e durata inferiori a quello dell'adulto.
La fase kenogen può spiegare fenomeni associati all'alopecia areata ma anche alla fotoepilazione permanente..